# Dar Derafsh-e Farajollah-e Beygi
Dar Derafsh-e Farajollah-e Beygi (în persană داردرفش فرج اله بيگي, romanizat și ca Dār Derafsh-e Farajollāh-e Beygī; cunoscut și sub numele de Dār Derafsh-e Farajollāh Begī) este un sat din districtul rural Baladarband, în districtul central al județului Kermanshah, provincia Kermanshah, Iran. La recensământul din 2006, s-a constatat existența sa, dar populația sa nu a fost dezvăluită.